# Federação Internacional de Peões
A Federação Internacional de Peões (português europeu) ou Federação Internacional de Pedestres (português brasileiro) (IFP) é um federação internacional aglomeradora de várias associações nacionais que visam, quer a defesa dos direitos dos peões, quer a promoção da pedonalidade como forma de mobilidade saudável e sustentável.